# Campeonato de la PGA
El Campeonato de la PGA (en inglés: PGA Championship) es un torneo anual de golf organizado por la PGA americana como parte del PGA Tour, aunque también forma parte del European Tour. Este campeonato es uno de los llamados majors en el golf, y es el segundo de los majors que se juegan cada año, ahora en el mes de mayo (antes se jugaba en agosto pero tras este cambio hay un major cada mes desde abril hasta julio).
El presupuesto para premios en la edición de 2006 ascendió a 6,8 millones de dólares (5,3 millones de euros, aproximadamente). Desde 1991, el torneo se emite en los Estados Unidos por la cadena de televisión CBS.
Al igual que en otros majors, ganar el torneo otorga al jugador que lo consigue ciertos privilegios: el campeón de la PGA es invitado automáticamente a participar en los otros tres grandes (el Masters de Augusta, el Abierto de Estados Unidos y el Abierto Británico de Golf) durante los siguientes cinco años, y estará exento de jugar la fase de calificación para la PGA de por vida. También se incorpora como miembro del PGA Tour en los siguientes cinco años y consigue una invitación automática para jugar el torneo The Players durante los cinco años siguientes.
A lo largo de su historia, el torneo de la PGA se ha celebrado en diversos campos de todo el territorio de los Estados Unidos.

## Historia
El primer Campeonato de la PGA tuvo lugar en 1916 en el Siwanoy Country Club de Bronxville, Nueva York. El trofeo fue donado por Rodman Wanamaker, por lo que desde entonces este premio es conocido como el Trofeo Wanamaker. En sus orígenes, el torneo se disputaba en la modalidad match play o por hoyos, es decir, cada hoyo lo ganaba el jugador que embocaba en el menor número de golpes, y resultaba vencedor el jugador que ganara más hoyos. A partir de 1958, se comenzó a disputar en la modalidad de Stroke Play o por golpes, es decir, vencía el jugador que realizaba el recorrido en menor número de golpes. El primer ganador, Jim Barnes, recibió un premio de 500 dólares (el ganador de la edición de 2011, Keegan Bradley, recibió más de 1,445,000 dólares).[cita requerida]

## Ganadores

### Era Stroke-Play
| Año  | Campeón            | Campo                                       | Lugar                           | Marcador final          |
| ---- | ------------------ | ------------------------------------------- | ------------------------------- | ----------------------- |
| 2025 | Scottie Scheffler  | Quail Hollow Club                           | Charlotte, Carolina del Norte   | 273 (-11)               |
| 2024 | Xander Schauffele  | Valhalla Golf Club                          | Louisville, Kentucky            | 263 (-21)               |
| 2023 | Brooks Koepka (3)  | Oak Hill Country Club, East Course          | Rochester, Nueva York           | 271 (-9)                |
| 2022 | Justin Thomas (2)  | Southern Hills                              | Tulsa, Oklahoma                 | 275 (-5)                |
| 2021 | Phil Mickelson (2) | Kiawah Island Golf Resort                   | Kiawah Island, Carolina del Sur | 282 (-6)                |
| 2020 | Collin Morikawa    | TPC Harding Park                            | San Francisco, California       | 267 (-13)               |
| 2019 | Brooks Koepka (2)  | Bethpage Black                              | Farmingdale, Nueva York         | 272 (-8)                |
| 2018 | Brooks Koepka      | Bellerive Country Club                      | Town & Country, Misuri          | 264 (−16)               |
| 2017 | Justin Thomas      | Quail Hollow Club                           | Charlotte, Carolina del Norte   | 276 (-8)                |
| 2016 | Jimmy Walker       | Baltusrol Golf Club, Lower Course           | Springfield, Nueva Jersey       | 266 (-14)               |
| 2015 | Jason Day          | Whistling Straits, Straits Course           | Kohler, Wisconsin               | 268 (-20)               |
| 2014 | Rory McIlroy (2)   | Valhalla Golf Club                          | Louisville, Kentucky            | 268 (−16)               |
| 2013 | Jason Dufner       | Oak Hill Country Club, East Course          | Rochester, Nueva York           | 270 (-10)               |
| 2012 | Rory McIlroy       | The Ocean Course                            | Kiawah Island, Carolina del Sur | 67-75-67-66 = 275 (-13) |
| 2011 | Keegan Bradley     | Atlanta Athletic Club, The Highlands Course | Johns Creek, Georgia            | 71-64-69-68 = 272 (-8)  |
| 2010 | Martin Kaymer      | Whistling Straits, Straits Course           | Sheboygan, Wisconsin            | 72-68-67-70 = 277 (-11) |
| 2009 | Y.E. Yang          | Hazeltine National Golf Club                | Chaska, Minnesota               | 73-70-67-70 = 280 (-8)  |
| 2008 | Pádraig Harrington | Oakland Hills, South Course                 | Bloomfield Township, Míchigan   | 71-74-66-66 = 277 (-3)  |
| 2007 | Tiger Woods (4)    | Southern Hills, Course No 3                 | Tulsa, Oklahoma                 | 71-63-69-69 = 272 (-8)  |
| 2006 | Tiger Woods        | Medinah Country Club, Course No 3           | Medinah, Illinois               | 69-68-65-68 = 270 (-18) |
| 2005 | Phil Mickelson     | Baltusrol Golf Club, Lower Course           | Springfield, Nueva Jersey       | 67-65-72-72 = 276 (-4)  |
| 2004 | Vijay Singh (2)    | Whistling Straits, Straits Course           | Sheboygan, Wisconsin            | 67-68-69-76 = 280 (-8)  |
| 2003 | Shaun Micheel      | Oak Hill Country Club, East Course          | Rochester, Nueva York           | 69-68-69-70 = 276 (-4)  |
| 2002 | Rich Beem          | Hazeltine National Golf Club                | Chaska, Minnesota               | 72-66-72-68 = 278 (-10) |
| 2001 | David Toms         | Atlanta Athletic Club, Highlands Course     | Duluth, Georgia                 | 66-65-65-69 = 265 (-15) |
| 2000 | Tiger Woods        | Valhalla Golf Club                          | Louisville, Kentucky            | 66-67-70-67 = 270 (-18) |
| 1999 | Tiger Woods        | Medinah Country Club, Course n.º 3          | Medinah, Illinois               | 70-67-68-72 = 277 (-11) |
| 1998 | Vijay Singh        | Sahalee Country Club                        | Sammamish, Washington           | 70-66-67-68 = 271 (-9)  |
| 1997 | Davis Love III     | Winged Foot Golf Club, West Course          | Mamaroneck, Nueva York          | 66-71-66-66 = 269 (-11) |
| 1996 | Mark Brooks        | Valhalla Golf Club                          | Louisville, Kentucky            | 68-70-69-70 = 277 (-11) |
| 1995 | Steve Elkington    | The Riviera Country Club                    | Pacific Palisades, California   | 68-67-68-64 = 267 (-17) |
| 1994 | Nick Price         | Southern Hills Country Club                 | Tulsa, Oklahoma                 | 67-65-70-67 = 269 (-11) |
| 1993 | Paul Azinger       | Inverness Club                              | Toledo, Ohio                    | 69-66-69-68 = 272 (-12) |
| 1992 | Nick Price         | Bellerive Country Club                      | St. Louis, Misuri               | 70-70-68-70 = 278 (-6)  |
| 1991 | John Daly          | Crooked Stick Golf Club                     | Carmel, Indiana                 | 69-67-69-71 = 276 (-12) |
| 1990 | Wayne Grady        | Shoal Creek Golf and Country Club           | Birmingham, Alabama             | 72-67-72-71 = 282 (-6)  |
| 1989 | Payne Stewart      | Kemper Lakes Golf Club                      | Long Grove, Illinois            | 74-66-69-67 = 276 (-12) |
| 1988 | Jeff Sluman        | Oak Tree Golf Club                          | Edmond, Oklahoma                | 69-70-68-65 = 272 (-12) |
| 1987 | Larry Nelson       | PGA National Resort & Spa                   | Palm Beach Gardens, Florida     | 70-72-73-72 = 287 (-1)  |
| 1986 | Bob Tway           | Inverness Club                              | Toledo, Ohio                    | 72-70-64-70 = 276 (-8)  |
| 1985 | Hubert Green       | Cherry Hills Country Club                   | Cherry Hills Village, Colorado  | 67-69-70-72 = 278 (-10) |
| 1984 | Lee Trevino        | Shoal Creek Golf and Country Club           | Birmingham, Alabama             | 69-68-67-69 = 273 (-15) |
| 1983 | Hal Sutton         | The Riviera Country Club                    | Pacific Palisades, California   | 65-66-72-71 = 274 (-10) |
| 1982 | Raymond Floyd      | Southern Hills Country Club                 | Tulsa, Oklahoma                 | 63-69-68-72 = 272 (-8)  |
| 1981 | Larry Nelson       | Atlanta Athletic Club, Highlands Course     | Duluth, Georgia                 | 70-66-66-71 = 273 (-7)  |
| 1980 | Jack Nicklaus      | Oak Hill Country Club, East Course          | Rochester, Nueva York           | 70-69-66-69 = 274 (-6)  |
| 1979 | David Graham       | Oakland Hills Country Club, South Course    | Bloomfield, Míchigan            | 69-68-70-65 = 272 (-8)  |
| 1978 | John Mahaffey      | Oakmont Country Club                        | Oakmont, Pensilvania            | 75-67-68-66 = 276 (-8)  |
| 1977 | Lanny Wadkins      | Pebble Beach Golf Links                     | Pebble Beach, California        | 69-71-72-70 = 282 (-3)  |
| 1976 | Dave Stockton      | Congressional Country Club, Blue Course     | Bethesda, Maryland              | 70-72-69-70 = 281 (+1)  |
| 1975 | Jack Nicklaus      | Firestone Country Club, South Course        | Akron, Ohio                     | 70-68-67-71 = 276 (-4)  |
| 1974 | Lee Trevino        | Tanglewood Park, Championship Course        | Clemmons, Carolina del Norte    | 73-66-68-69 = 276 (-4)  |
| 1973 | Jack Nicklaus      | Canterbury Golf Club                        | Beachwood, Ohio                 | 72-68-68-69 = 277 (-7)  |
| 1972 | Gary Player        | Oakland Hills Country Club, South Course    | Bloomfield Hills, Míchigan      | 71-71-67-72 = 281 (+1)  |
| 1971 | Jack Nicklaus      | PGA National Golf Club                      | Palm Beach Gardens, Florida     | 69-69-70-73 = 281 (-7)  |
| 1970 | Dave Stockton      | Southern Hills Country Club                 | Tulsa, Oklahoma                 | 70-70-66-73 = 279 (-1)  |
| 1969 | Raymond Floyd      | NCR Country Club, South Course              | Dayton, Ohio                    | 69-66-67-74 = 276 (-8)  |
| 1968 | Julius Boros       | Pecan Valley Golf Club                      | San Antonio, Texas              | 71-71-70-69 = 281 (+1)  |
| 1967 | Don January        | Columbine Country Club                      | Columbine Valley, Colorado      | 71-72-70-68 = 281 (-7)  |
| 1966 | Al Geiberger       | Firestone Country Club, South Course        | Akron, Ohio                     | 68-72-68-72 = 280 (E)   |
| 1965 | Dave Marr          | Laurel Valley Golf Club                     | Ligonier, Pensilvania           | 70-69-70-71 = 280 (-4)  |
| 1964 | Bobby Nichols      | Columbus Country Club                       | Columbus, Ohio                  | 64-71-69-67 = 271 (-9)  |
| 1963 | Jack Nicklaus      | Dallas Athletic Club, Blue Course           | Dallas, Texas                   | 69-73-69-68 = 279 (-5)  |
| 1962 | Gary Player        | Aronimink Golf Club                         | Newtown Square, Pensilvania     | 72-67-69-70 = 278 (-2)  |
| 1961 | Jerry Barber       | Olympia Fields Country Club                 | Olympia Fields, Illinois        | 69-67-71-70 = 277 (-3)  |
| 1960 | Jay Hebert         | Firestone Country Club, South Course        | Akron, Ohio                     | 72-67-72-70 = 281 (+1)  |
| 1959 | Bob Rosburg        | Minneapolis Golf Club                       | Mineápolis, Minnesota           | 71-72-68-66 = 277 (-3)  |
| 1958 | Dow Finsterwald    | Llanerch Country Club                       | Havertown, Pensilvania          | 67-72-70-67 = 276 (-14) |

### Era match-play
| Año  | Campeón                                          | País                                             | Finalista                                        | Resultado                                        | Campo                                                         | Lugar                                            |
| ---- | ------------------------------------------------ | ------------------------------------------------ | ------------------------------------------------ | ------------------------------------------------ | ------------------------------------------------------------- | ------------------------------------------------ |
| 1957 | Lionel Hebert                                    | Bandera de Estados Unidos                        | Dow Finsterwald                                  | 2 & 1                                            | Miami Valley Country Club                                     | Dayton, Ohio                                     |
| 1956 | Jack Burke, Jr                                   | Bandera de Estados Unidos                        | Ted Kroll                                        | 3 & 2                                            | Blue Hill Country Club                                        | Boston, Massachusetts                            |
| 1955 | Doug Ford                                        | Bandera de Estados Unidos                        | Cary Middlecoff                                  | 4 & 3                                            | Meadowbrook Country Club                                      | Detroit, Míchigan                                |
| 1954 | Chick Harbert                                    | Bandera de Estados Unidos                        | Walter Burkemo                                   | 4 & 3                                            | Keller Golf Club                                              | Saint Paul, Minnesota                            |
| 1953 | Walter Burkemo                                   | Bandera de Estados Unidos                        | Felice Torza                                     | 4 & 3                                            | Birmingham Country Club                                       | Birmingham, Míchigan                             |
| 1952 | Jim Turnesa                                      | Bandera de Estados Unidos                        | Chick Harbert                                    | 1 up                                             | Big Spring Country Club                                       | Louisville, Kentucky                             |
| 1951 | Sam Snead                                        | Bandera de Estados Unidos                        | Walter Burkemo                                   | 7 & 6                                            | Oakmont Country Club                                          | Oakmont, Pensilvania                             |
| 1950 | Chandler Harper                                  | Bandera de Estados Unidos                        | Henry Williams, Jr.                              | 4 & 3                                            | Scioto Country Club                                           | Columbus, Ohio                                   |
| 1949 | Sam Snead                                        | Bandera de Estados Unidos                        | Johnny Palmer                                    | 3 & 2                                            | Hermitage Country Club                                        | Richmond, Virginia                               |
| 1948 | Ben Hogan                                        | Bandera de Estados Unidos                        | Mike Turnesa                                     | 7 & 6                                            | Norwood Hills Country Club                                    | St. Louis, Misuri                                |
| 1947 | Jim Ferrier                                      | Bandera de Australia                             | Chick Harbert                                    | 2 & 1                                            | Plum Hollow Country Club                                      | Detroit, Míchigan                                |
| 1946 | Ben Hogan                                        | Bandera de Estados Unidos                        | Ed Oliver                                        | 6 & 4                                            | Portland Golf Club                                            | Portland, Oregón                                 |
| 1945 | Byron Nelson                                     | Bandera de Estados Unidos                        | Sam Byrd                                         | 4 & 3                                            | Moraine Country Club                                          | Dayton, Ohio                                     |
| 1944 | Bob Hamilton                                     | Bandera de Estados Unidos                        | Byron Nelson                                     | 1 up                                             | Manita Golf and Country Club                                  | Spokane, Washington                              |
| 1943 | No se celebró debido a la Segunda Guerra Mundial | No se celebró debido a la Segunda Guerra Mundial | No se celebró debido a la Segunda Guerra Mundial | No se celebró debido a la Segunda Guerra Mundial | No se celebró debido a la Segunda Guerra Mundial              | No se celebró debido a la Segunda Guerra Mundial |
| 1942 | Sam Snead                                        | Bandera de Estados Unidos                        | Jim Turnesa                                      | 2 & 1                                            | Seaview Country Club                                          | Atlantic City, Nueva Jersey                      |
| 1941 | Vic Ghezzi                                       | Bandera de Estados Unidos                        | Byron Nelson                                     | 1 up                                             | Cherry Hills Country Club                                     | Cherry Hills Village, Colorado                   |
| 1940 | Byron Nelson                                     | Bandera de Estados Unidos                        | Sam Snead                                        | 1 up                                             | Hershey Country Club, West Course                             | Hershey, Pensilvania                             |
| 1939 | Henry Picard                                     | Bandera de Estados Unidos                        | Byron Nelson                                     | 1 up                                             | Pomonok Country Club                                          | Flushing, Nueva York                             |
| 1938 | Paul Runyan                                      | Bandera de Estados Unidos                        | Sam Snead                                        | 8 & 7                                            | The Shawnee Inn & Golf Resort                                 | Smithfield, Pensilvania                          |
| 1937 | Denny Shute                                      | Bandera de Estados Unidos                        | Harold McSpaden                                  | 1 up                                             | Pittsburgh Field Club                                         | O'Hara, Pensilvania                              |
| 1936 | Denny Shute                                      | Bandera de Estados Unidos                        | Jimmy Thomson                                    | 3 & 2                                            | Pinehurst Resort, n.º 2 Course                                | Pinehurst, Carolina del Norte                    |
| 1935 | Johnny Revolta                                   | Bandera de Estados Unidos                        | Tommy Armour                                     | 5 & 4                                            | Twin Hills Golf & Country Club                                | Oklahoma City, Oklahoma                          |
| 1934 | Paul Runyan                                      | Bandera de Estados Unidos                        | Craig Wood                                       | 1 up                                             | The Park Country Club                                         | Williamsville, Nueva York                        |
| 1933 | Gene Sarazen                                     | Bandera de Estados Unidos                        | Willie Goggin                                    | 5 & 4                                            | Blue Mound Golf & Country Club                                | Wauwatosa, Wisconsin                             |
| 1932 | Olin Dutra                                       | Bandera de Estados Unidos                        | Frank Walsh                                      | 4 & 3                                            | Keller Golf Club                                              | Saint Paul, Minnesota                            |
| 1931 | Tom Creavy                                       | Bandera de Estados Unidos                        | Denny Shute                                      | 2 & 1                                            | Wannamoisett Country Club                                     | Rumford, Rhode Island                            |
| 1930 | Tommy Armour1                                    | Bandera de Estados Unidos                        | Gene Sarazen                                     | 1 up                                             | Fresh Meadow Country Club                                     | Great Neck, Nueva York                           |
| 1929 | Leo Diegel                                       | Bandera de Estados Unidos                        | Johnny Farrell                                   | 6 & 4                                            | Hillcrest Country Club                                        | Los Ángeles, California                          |
| 1928 | Leo Diegel                                       | Bandera de Estados Unidos                        | Al Espinosa                                      | 6 & 5                                            | Baltimore Country Club, East Course                           | Timonium, Maryland                               |
| 1927 | Walter Hagen                                     | Bandera de Estados Unidos                        | Joe Turnesa                                      | 1 up                                             | Cedar Crest Country Club (actualmente Cedar Crest Park)       | Dallas, Texas                                    |
| 1926 | Walter Hagen                                     | Bandera de Estados Unidos                        | Leo Diegel                                       | 5 & 3                                            | Salisbury Golf Club (actualmente Eisenhower Park, Red Course) | East Meadow, Nueva York                          |
| 1925 | Walter Hagen                                     | Bandera de Estados Unidos                        | Bill Mehlhorn                                    | 6 & 5                                            | Olympia Fields Country Club                                   | Olympia Fields, Illinois                         |
| 1924 | Walter Hagen                                     | Bandera de Estados Unidos                        | Jim Barnes                                       | 2 up                                             | French Lick Springs Resort, Springs Country Club Course       | French Lick, Indiana                             |
| 1923 | Gene Sarazen                                     | Bandera de Estados Unidos                        | Walter Hagen                                     | 1 up                                             | Pelham Country Club                                           | Pelham Manor, Nueva York                         |
| 1922 | Gene Sarazen                                     | Bandera de Estados Unidos                        | Emmet French                                     | 4 & 3                                            | Oakmont Country Club                                          | Oakmont, Pensilvania                             |
| 1921 | Walter Hagen                                     | Bandera de Estados Unidos                        | Jim Barnes                                       | 3 & 2                                            | Inwood Country Club                                           | Inwood, Nueva York                               |
| 1920 | Jock Hutchison1                                  | Bandera de Estados Unidos                        | J. Douglas Edgar                                 | 1 up                                             | Flossmoor Country Club                                        | Flossmoor, Illinois                              |
| 1919 | Jim Barnes1                                      | Bandera de Estados Unidos                        | Fred McLeod                                      | 6 & 5                                            | Engineers Country Club                                        | Roslyn Harbor, Nueva York                        |
| 1918 | No se celebró debido a la Primera Guerra Mundial | No se celebró debido a la Primera Guerra Mundial | No se celebró debido a la Primera Guerra Mundial | No se celebró debido a la Primera Guerra Mundial | No se celebró debido a la Primera Guerra Mundial              | No se celebró debido a la Primera Guerra Mundial |
| 1917 | No se celebró debido a la Primera Guerra Mundial | No se celebró debido a la Primera Guerra Mundial | No se celebró debido a la Primera Guerra Mundial | No se celebró debido a la Primera Guerra Mundial | No se celebró debido a la Primera Guerra Mundial              | No se celebró debido a la Primera Guerra Mundial |
| 1916 | Jim Barnes1                                      | Bandera de Estados Unidos                        | Jock Hutchison                                   | 1 up                                             | Siwanoy Country Club                                          | Bronxville, Nueva York                           |

1 - Jugadores de origen británico, pero asentados en los Estados Unidos.

### Múltiples ganadores
Los siguientes jugadores han ganado el Campeonato de la PGA en más de una ocasión (hasta 2007):
5 victorias:
- Walter Hagen: 1921, 1924, 1925, 1926, 1927
- Jack Nicklaus: 1963, 1971, 1973, 1975, 1980

4 victorias:
- Tiger Woods: 1999, 2000, 2006, 2007

3 victorias:
- Gene Sarazen: 1922, 1923, 1933
- Sam Snead: 1942, 1949, 1951
- Brooks Koepka: 2018, 2019, 2023

2 victorias:
- Jim Barnes: 1916, 1919
- Leo Diegel: 1928, 1929
- Raymond Floyd: 1969, 1982
- Ben Hogan: 1946, 1948
- Byron Nelson: 1940, 1945
- Larry Nelson: 1981, 1987
- Gary Player:1962, 1972
- Nick Price: 1992, 1994
- Paul Runyan: 1934, 1938
- Denny Shute: 1936, 1937
- Vijay Singh: 1998, 2004
- Dave Stockton: 1970, 1976
- Lee Trevino: 1974, 1984
- Rory McIlroy: 2012, 2014
- Brooks Koepka: 2018, 2019
- Phil Mickelson: 2005, 2021
- Justin Thomas: 2017, 2022

## Récords
- Ganador de mayor edad: Phil Mickelson en 2021 (50 años, 11 meses).
- Ganador más joven: Gene Sarazen en 1922 (20 años, 5 meses, 22 días).
- Mayor margen de victoria en la era match play: Paul Runyan gana a Sam Snead por 8 & 7 en 1938.
- Mayor margen de victoria en la era stroke play: 8 golpes (Rory McIlroy en 2012).
- Menor número de golpes absoluto: 263, Xander Schauffele (62-68-68-65) en 2024.
- Menor número de golpes en relación al par del campo:
  - -21; Xander Schauffele (62-68-68-65, 263) en 2024.
  - -20; Jason Day (68-67-66-67, 268) en 2015.
  - -18; Tiger Woods (66-67-70-67, 270) en 2000.
  - -18; Bob May (72-66-66-66, 270) en 2000.
  - -18; Tiger Woods (69-68-65-68, 270) en 2006.

## Sedes recientes
- Baltusrol (Nueva Jersey) - 2005 (2016).
- Medinah (Illinois) - 1999, 2006.
- Southern Hills (Oklahoma) – 1970, 1982, 1994, 2007.
- Oakland Hills (Míchigan) – 1972, 1979, 2008.
- Hazeltine (Minnesota) - 2002, 2009.
- Whistling Straits (Wisconsin) - 2004, 2010 (2015).
- Atlanta (Georgia) – 1981, 2001, 2011.
- Kiawah Island (Carolina del Sur) - 2012.
- Oak Hill (Nueva York) – 1980, 2003, 2013.
- Valhalla (Kentucky) - 1996, 2000, 2014, 2024.
- Quail Hollow Club (Carolina del Norte) - 2025.